# Kunstmuseum Wolfsburg
Het Kunstmuseum Wolfsburg is een museum voor moderne en hedendaagse kunst in de Duitse stad Wolfsburg (Nedersaksen).

## Beschrijving
Het Kunstmuseum Wolfsburg werd in 1994 geopend. Het gebouw, dat werd ontworpen door de Hamburgse architect Peter Schweger, kenmerkt zich door een open en transparante constructie, met een glazen dak dat het hele pand overspant. Het museum staat in een voetgangersgebied aan de zogenaamde Kulturmeile in het centrum van de stad, waar ook het Alvar-Aalto-Kulturhaus, het planetarium en het Scharoun-Theater zijn gevestigd.
Het museum, dat wordt beheerd door een stichting, stelt zich ten doel moderne en hedendaagse kunst voor een zo breed mogelijk publiek toegankelijk te maken, ook voor kinderen. In de vaste collectie van het museum zijn werken te vinden van onder meer Gilbert & George, Andreas Gursky, Anselm Kiefer, Bruce Nauman en Cindy Sherman. Onderdeel van het museum is ook een Japanse tuin.
- Bibsys: 97048195
- Bibliothèque nationale de France: cb12517205g (data)
- Catàleg d'autoritats de noms i títols de Catalunya: 981058512200606706
- Gemeinsame Normdatei: 2136214-2
- International Standard Name Identifier: 0000 0004 0609 7245
- Library of Congress Control Number: nr94034221
- Nationale Bibliotheek van Tsjechië: ko2003167982
- Nationale Bibliotheek van Israël: 987007264037105171
- Système universitaire de documentation: 034414126
- Virtual International Authority File: 156455097